# Edith Archibald
Edith Jessie Archibald (5 avril 1854 – 11 mai 1936) était une écrivaine canadienne et suffragette. Elle dirigea des associations féministes canadiennes telles que le Women's Christian Temperance Union, le National Council of Women of Canada et le Local Council of Women of Halifax.